# Volksmarine

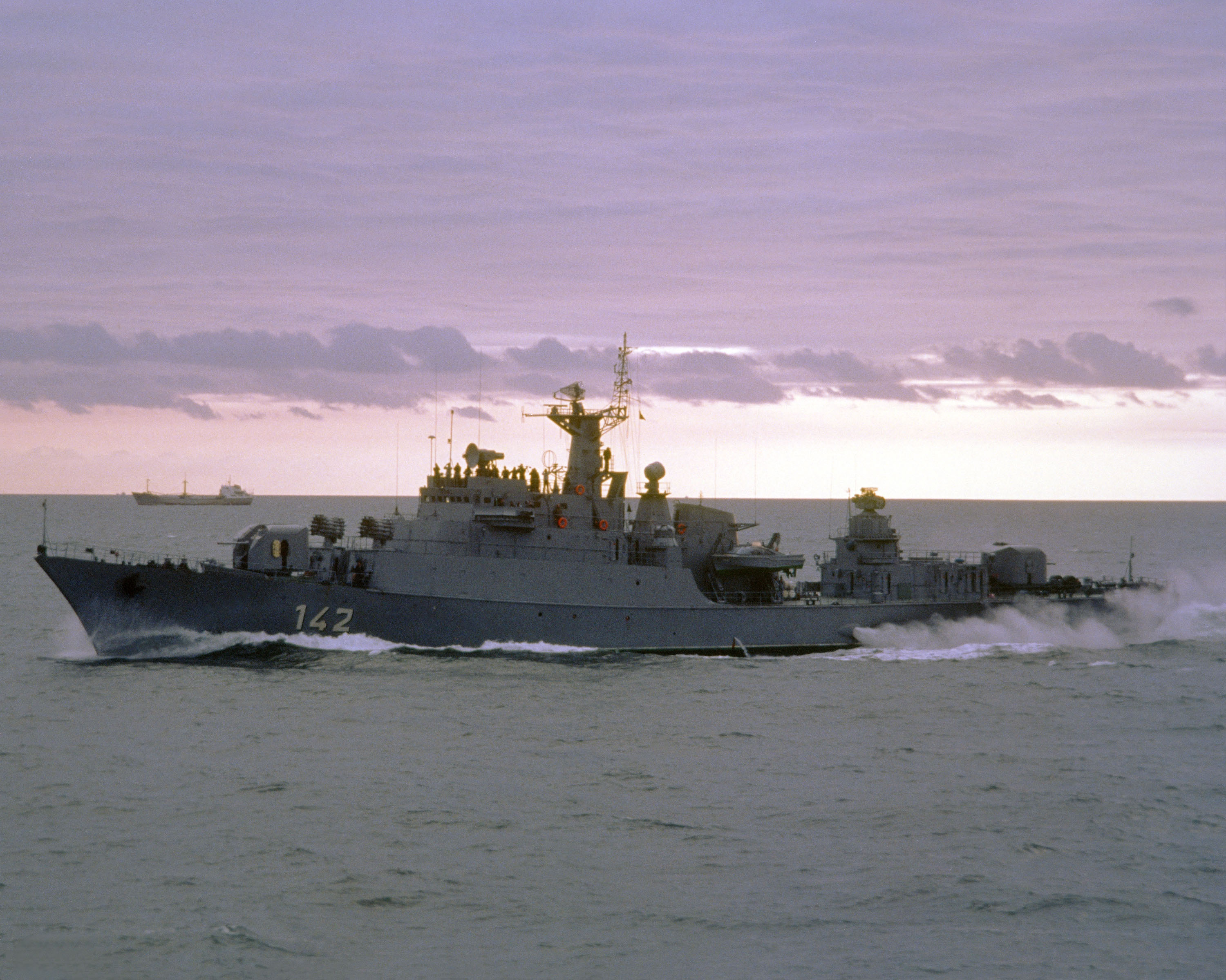
Fregata rakietowa „Berlin – Hauptstadt der DDR” projektu 1159, należąca do Volksmarine

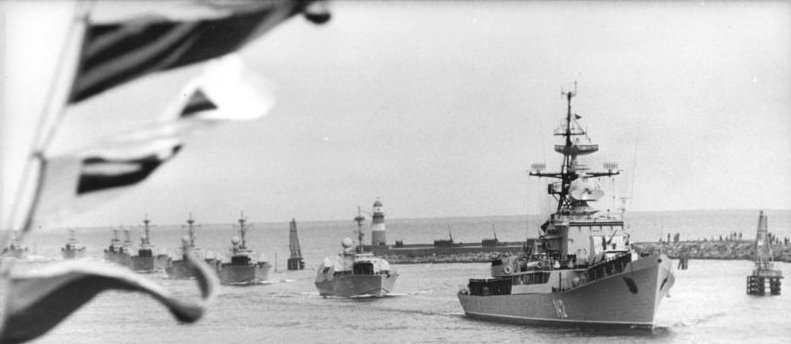
Parada Volksmarine w 1974 roku – fregata typu Riga i kutry rakietowe projektu 205 (Osa I)

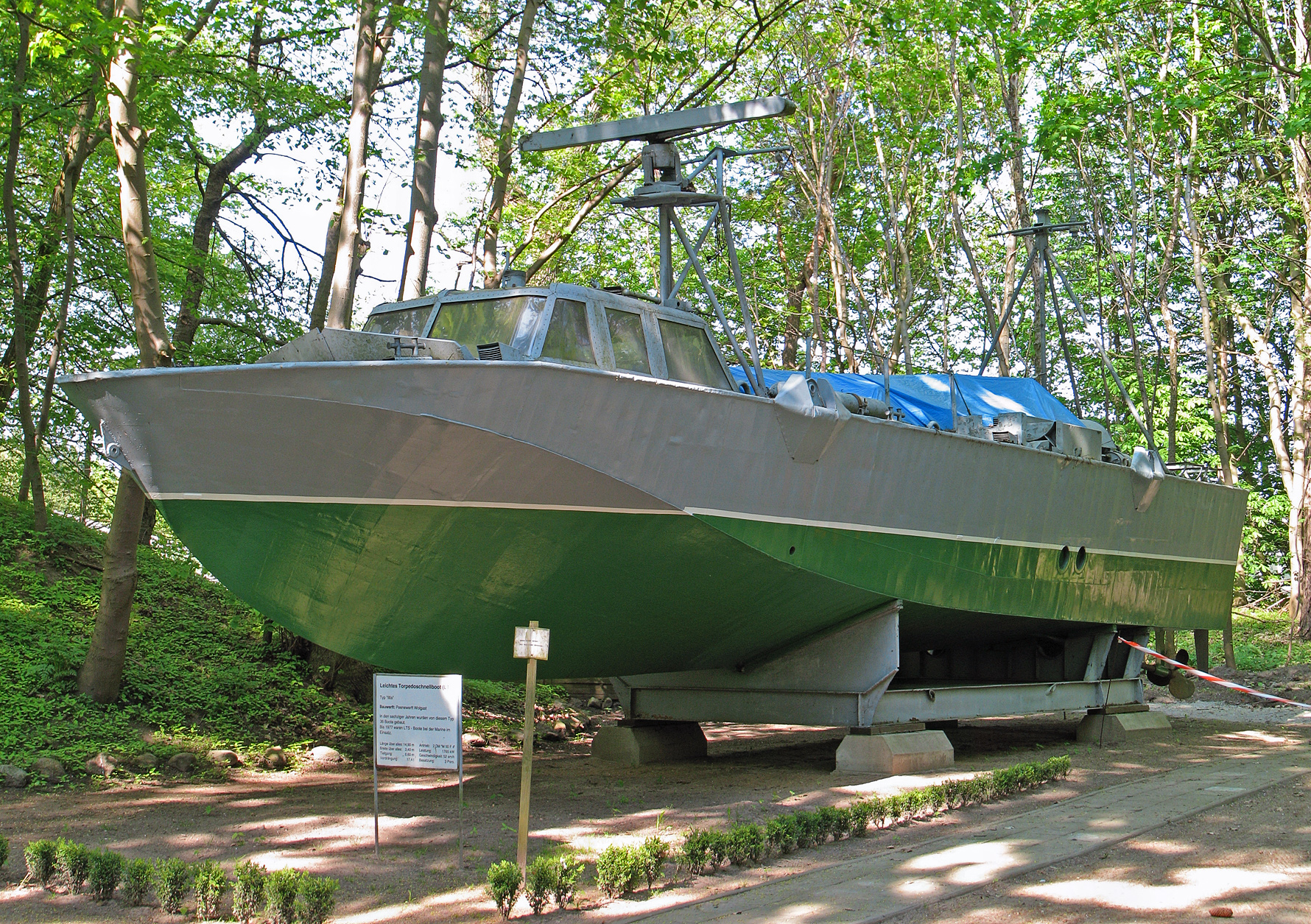
Kuter torpedowy Projekt 63.300 typu Iltis

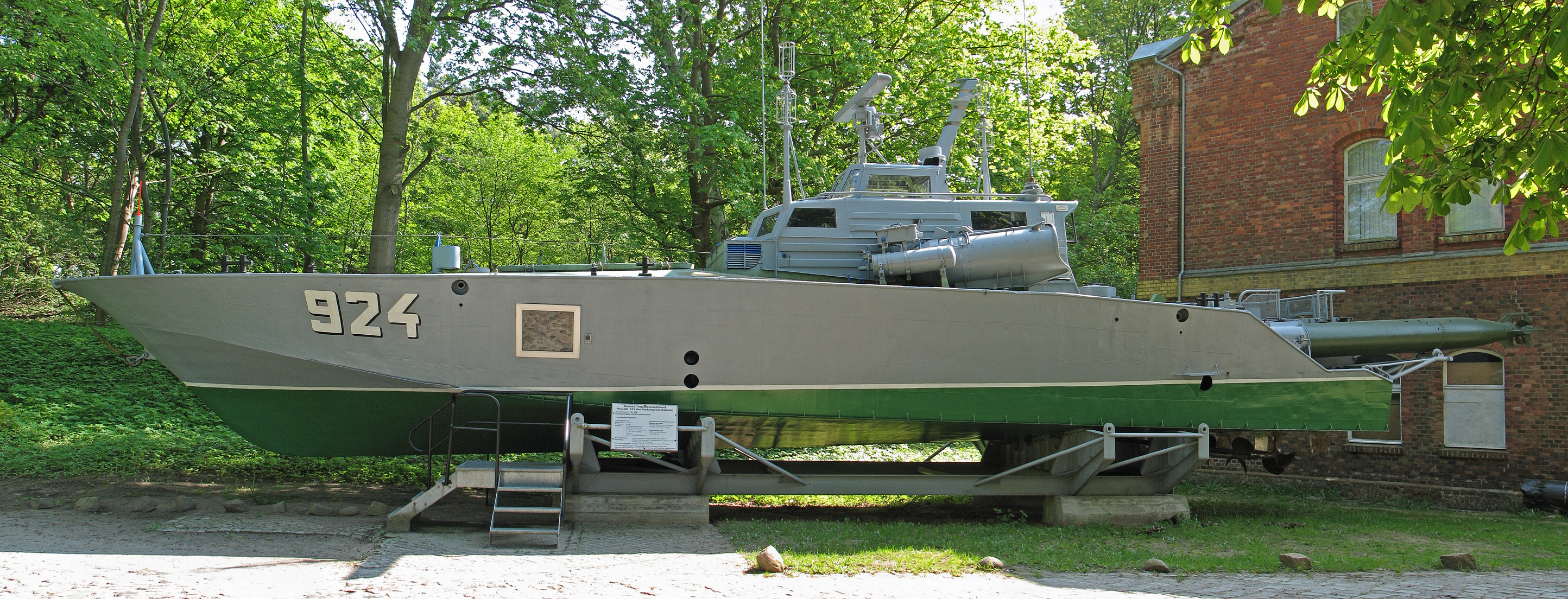
Kuter torpedowy Projekt 131.400 typu Libelle

Volksmarine (pol. Ludowa Marynarka Wojenna) – marynarka wojenna Niemieckiej Republiki Demokratycznej, część Narodowej Armii Ludowej (Nationale Volksarmee), powstała w 1956 roku.

## Historia
Marynarka wojenna NRD została utworzona dopiero w 1956 roku, łącznie z wojskami lądowymi (Landstreitkräfte der NVA) i lotnictwem (Luftstreitkräfte der NVA), co wynikało z ograniczeń politycznych nakładanych po II wojnie światowej na oba państwa niemieckie. Wywodziła się ona jednak z powołanej w lutym 1950 roku Policji Morskiej (Hauptverwaltung Seepolizei). W 1954 roku Seepolizei posiadała sześć trałowców typu Habicht i około 100 patrolowców. W następnym roku NRD przyjęto do Układu Warszawskiego, po czym w marcu 1956 roku, po utworzeniu Narodowej Armii Ludowej (Nationale Volksarmee), Seepolizei przekształcono w Siły Morskie (Seestreikrafte). W ciągu następnych czterech lat siła marynarki NRD skokowo wzrosła, dzięki nabyciu okrętów w ZSRR (czterech fregat typu Riga, 12 ścigaczy okrętów podwodnych i 27 kutrów torpedowych) i projektowaniu oraz budowie dalszych jednostek w NRD (głównie trałowców). Z przyczyn politycznych zrezygnowano z posiadania okrętów podwodnych i niszczycieli (istniały plany uzyskania okrętów podwodnych z ZSRR i podniesionych U-Bootów z okresu wojny, lecz je zarzucono). W listopadzie 1960 roku Seestreikrafte zostały przekształcone ostatecznie w Marynarkę Ludową (Volksmarine).
W latach 60. marynarka, oprócz nowych okrętów już posiadanych klas, wzbogaciła się o budowane lokalnie okręty desantowe oraz pierwsze okręty rakietowe – 15 kutrów rakietowych projektu 205 (Osa I). Szczególnie licznie w NRD projektowano i budowano lekkie kutry torpedowe. Oprócz okrętów bojowych, budowano także różne jednostki pomocnicze. Po ukompletowaniu marynarki, od 1969 roku prowadzono program modernizacyjny, polegający na wymianie starszych typów okrętów na nowocześniejsze. Pod koniec lat 70. rozpoczęto wymianę fregat typu Riga na fregaty projektu 1159 (Koni) (docelowo trzy okręty zakupione w ZSRR w latach 1978-1986) oraz wymieniono okręty desantowe na większe jednostki projektu 108 (Frosch I).
Lata 80. przyniosły wprowadzenie nowocześniejszych korwet zwalczania okrętów podwodnych projektu 133 (Parchim), lokalnego projektu, eksportowanych także do ZSRR. Następnie, od 1984 roku, prowadzono modernizację sił uderzeniowych przez wprowadzenie 5 korwet rakietowych projektu 1241 (Tarantul I) i rozpoczęcie (w kooperacji z Polską) prac nad korwetami rakietowymi projektu 151 (późniejszy polski typ Orkan).
W przeciwieństwie do marynarki Niemiec Zachodnich, Volksmarine była dostosowana jedynie do przybrzeżnego działania, lecz mimo to pod koniec lat 80. dysponowała sporym potencjałem, posiadając dość nowoczesne i liczne siły zwalczania okrętów podwodnych, lekkie siły uderzeniowe, siły desantowe i przeciwminowe. W 1990 roku marynarka liczyła 12 300 ludzi, z tego 4700 załóg okrętów, 4100 w obronie brzegowej i 1000 w lotnictwie morskim.
Po zjednoczeniu Niemiec, Volksmarine została dołączona do marynarki niemieckiej (Deutsche Marine). Jedynie część okrętów została na krótko przejęta przez nową marynarkę (15 bojowych i 15 pomocniczych), natomiast większość została wycofana lub sprzedana za granicę (największa część – 39 okrętów, została zakupiona przez Indonezję).

Flaga dowódcy Volksmarine
Bandera admirała
Bandera wiceadmirała
Bandera kontradmirała

## Dowódcy (Chef der Volksmarine)
| 1 marca 1956 – 31 grudnia 1956        | Kontradmirał | Felix Scheffler  |
| 1 stycznia 1957 – 31 lipca 1959       | Wiceadmirał  | Waldemar Verner  |
| 1 sierpnia 1959 – 31 lipca 1961       | Kontradmirał | Wilhelm Ehm      |
| 1 sierpnia 1961 – 24 lutego 1963      | Kontradmirał | Heinz Neukirchen |
| 25 lutego 1963 – 30 listopada 1987    | Admirał      | Wilhelm Ehm      |
| 1 grudnia 1987 – 17 listopada 1989    | Wiceadmirał  | Theodor Hoffmann |
| 11 grudnia 1989 – 2 października 1990 | Wiceadmirał  | Hendrik Born     |

## Struktura
- 1. Flotylla w Peenemünde
- 4. Flotylla w Rostocku-Warnemünde
- 6. Flotylla w Bugu na Rugii
- 6. Nadbrzeżna Brygada Pograniczna w Rostocku
- 1. Kompania Techniczna Broni Torpedowej (TTK-18) w Sassnitz (obsługująca torpedy przeciwpodwodne)
- 1. Pułk Śmigłowców Morskich (MHG-18) w Parow koło Stralsund
- 1. Pułk Lotnictwa Morskiego (MFG-28) w Laage
- 1. Morski Batalion Inżynieryjny (MPiB-18) w Sassnitz
- 1. Oddział Płetwonurków Bojowych (KSK-18) w Kühlungsborn
- 1. Pułk Obrony Rakietowej Wybrzeża (KRR-18) w Schwarzenpfost
- 1. Pułk Obrony Wybrzeża (KVR-18) w Rostocku (z 1988)
- 1. Morska Kompania Propagandowa (PRK-18) w Rostocku-Warnemünde
- Morska Służba Hydrograficzna NRD (SHD) w Rostocku

## Wyposażenie
Ludowa Marynarka Wojenna NRD wyposażona była m.in. w:
- fregaty
- okręty desantowe
- stawiacze min i trałowce
- kutry rakietowe, torpedowce i szybkie łodzie torpedowe
- okręty ochrony wybrzeża
- okręty zwalczania okrętów podwodnych
- okręty rozpoznawcze
- okręty szkolne
- jednostki zaopatrzeniowe
- 3 eskadry helikopterów bojowych: Mil Mi-4MÄ Hound, Mil Mi-8 Hip, Mi-14PL Haze-A oraz Mil Mi-14BT Haze-B
- samoloty myśliwsko-szturmowe: Suchoj Su-22M4 Fitter-K